# Arronches

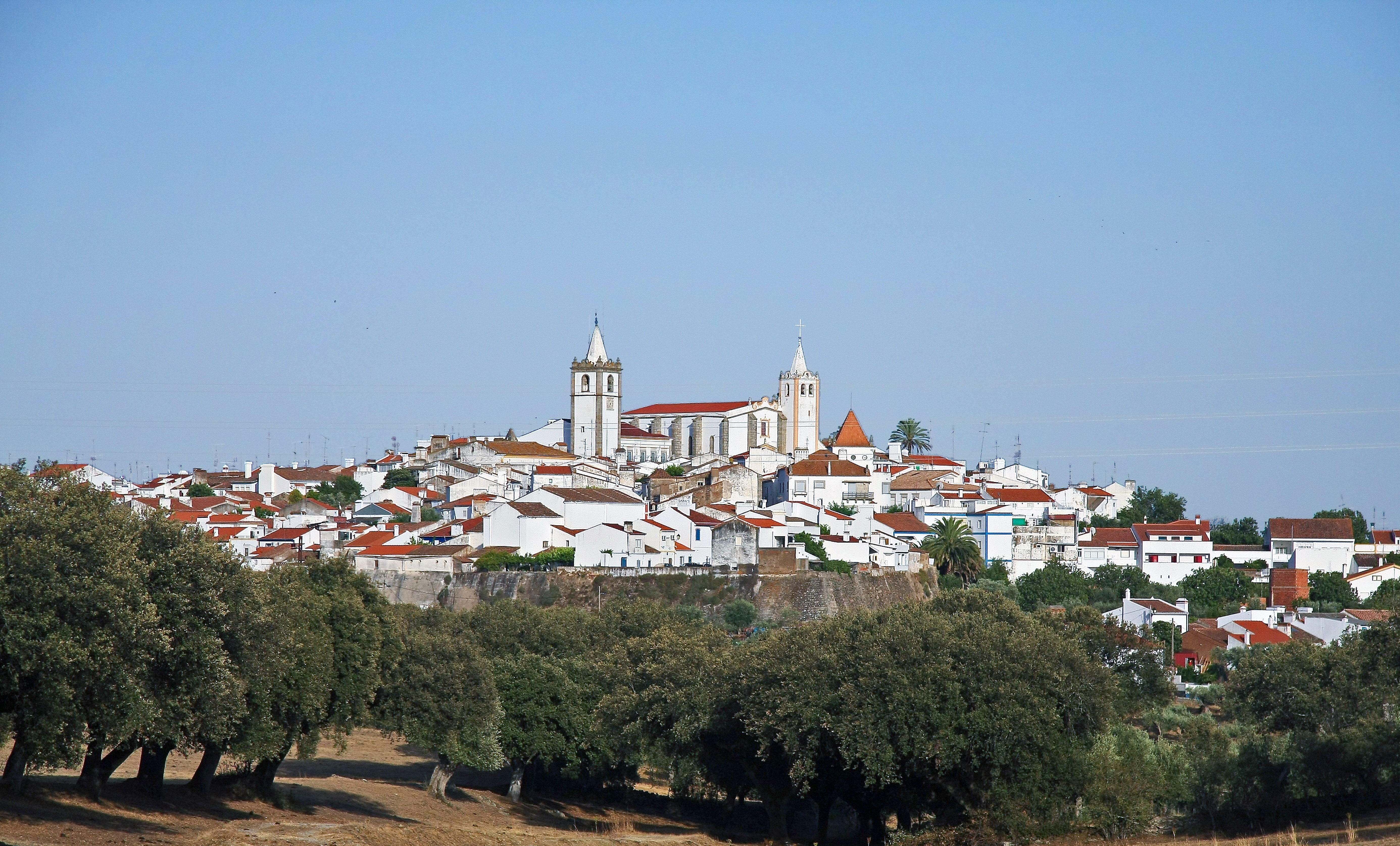

Arronches est une ville du Portugal, située dans le district de Portalegre, région de l'Alentejo dans la province du Haut Alentejo.
Arronches est le siège d'une municipalité de 3 165 habitants, selon le recensement de 2011, avec une superficie de 314,52 km2.

## Administration

### Subdivision
La municipalité d'Arronches est subdivisée en 3 freguesias :
- Assunção
- Esperança
- Mosteiros

## Démographie
| 1801  | 1849  | 1900  | 1930  | 1960  | 1981  | 1991  | 2001  | 2004  |
| ----- | ----- | ----- | ----- | ----- | ----- | ----- | ----- | ----- |
| 2 470 | 2 970 | 4 990 | 6 205 | 6 818 | 4 307 | 3 677 | 3 389 | 3 278 |

| 2006  | 2011  | - | - | - | - | - | - | - |
| ----- | ----- | - | - | - | - | - | - | - |
| 3 251 | 3 165 | - | - | - | - | - | - | - |